# Kitab-i-panj sha'n
Das Kitab-i-panj sha'n (persisch كتاب پنج شأن, DMG kitāb-i panǧ ša’n, ‚Das Buch der fünf Arten der Würde‘) ist eines der heiligen Bücher des Babismus.

## Hintergrund
Das Buch wurde vom Bab, dem Religionsstifter des Babismus, verfasst und stellt eines seiner wichtigsten und letzten Werke dar. Es wurde im Zeitraum vom 19. März bis zum 4. April 1850 in Chihriq, kurz vor der Hinrichtung des Bab im Juli 1850, in Täbris, geschrieben. Ein Abschnitt mit fünf Teilen wurde jeden Tag geschrieben. Eine deutsche Übersetzung ist noch nicht erhältlich.

## Inhalt
Das Buch besteht aus 85 Kapiteln mit 17 Abschnitten, die jeweils nach einem Namen Gottes benannt sind. Jeder Abschnitt besteht aus fünf Teilen: Verse, Gebete, Predigten, Kommentare und persische Abschnitte. Jeder Abschnitt ist an eine andere Person gerichtet und wurde an einem anderen Tag verfasst. Unter anderem richtet sich der Bab an Yahya Azal, der den Anspruch erhob, der von Gott verheißene Nachfolger des Bab zu sein.